# Creu de terme de Sant Domènec (Balaguer)
La Creu de terme de Sant Domènec és una creu monumental del municipi de Balaguer (Noguera) inclosa en l'Inventari del Patrimoni Arquitectònic de Catalunya.

## Descripció

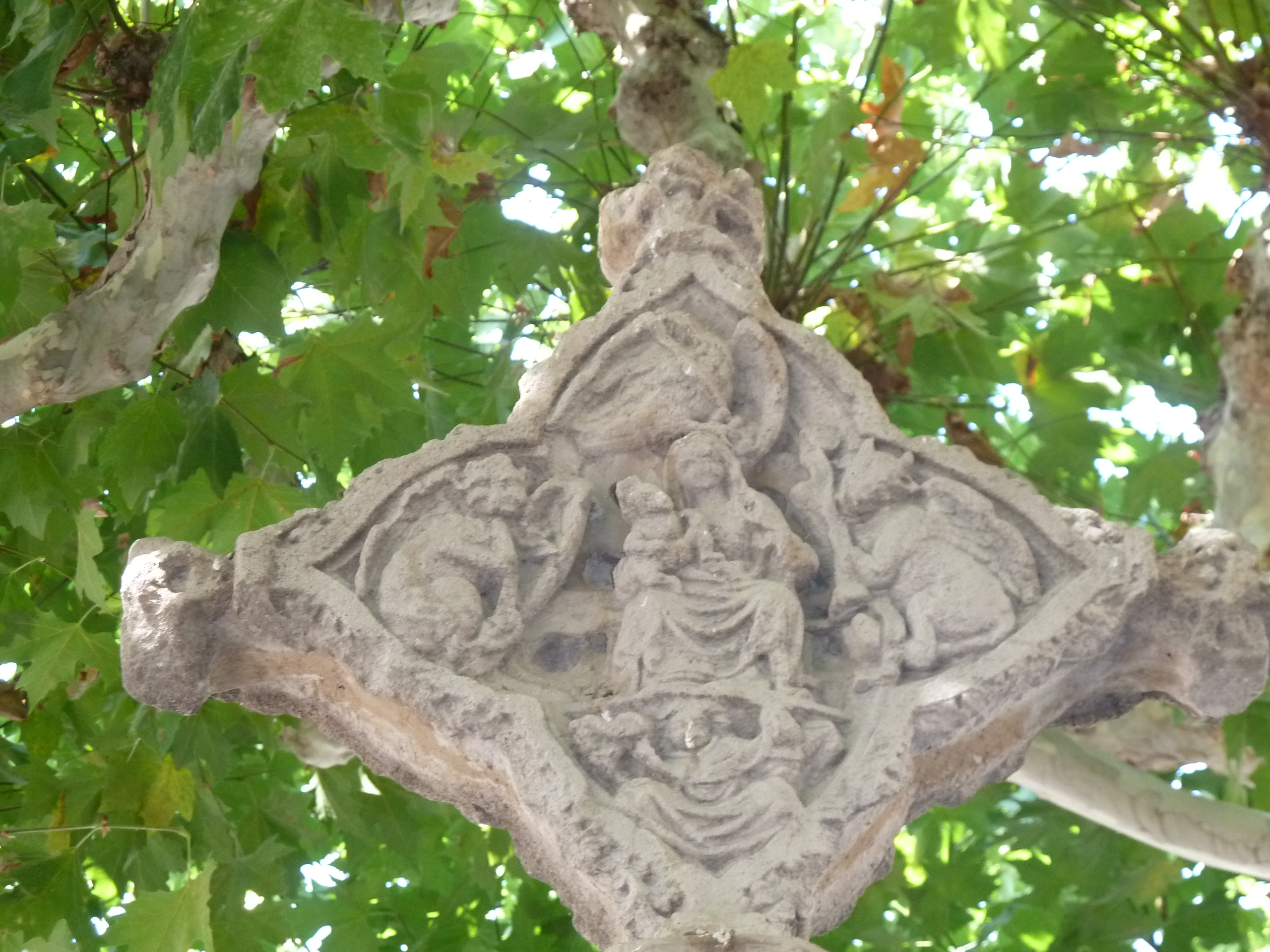
Figura de la Verge Maria

Creu poligonal feta amb pedra molt esculpida. En primer lloc ens trobem amb una sèrie de figures humanes molt ben tallades, figures relacionades amb la vida de Jesús; després es troba un altre tram també amb decoració, però de caràcter diferent. Corona la creu una imatge de Jesús a la creu, tot molt decorat, sembla que la imatge es troba enmig d'una flor.

## Història
Es troba davant l'església de Sant Domènec. És una de les creus que hi havia durant el segle xv pels camins, prop de l'entrada d'algunes poblacions o monestirs de Catalunya.
L'esquema que segueix aquesta creu és el típic del de les creus d'aquesta època: graons de planta circular o poligonal sobre els quals s'alça el fust o arbre coronat per un nus o llanterna que sustenta una creu de pedra tallada, decorada amb temes de la Crucifixió o heràldics.